# Martin Štrba
Martin Štrba (* 22. března 1976 České Budějovice) je český lední hokejista hrající na postu útočníka a následně trenér tohoto sportu.

## Život

### Hráčská kariéra
S ledním hokejem začínal ve svém rodném městě, v družstvu HC České Budějovice. Za ně v ročníku 119/1995 nastoupil ke svému prvnímu utkání za mužský výběr. Ač se v následujícím ročníku stal pevnou součástí kádru, ročník 1996/1997 odehrál za HC Vajgar Jindřichův Hradec. Od sezóny 1997/1998 již ale opět patřil ke hráčům českobudějovického výběru, byť si během této sezóny třikrát zahrál i za IHC Písek. V Českých Budějovicích odehrál v řadě za sebou sedm sezón, během nichž se (v ročníku 2001/2002 stal i součástí reprezentačního výběru České republiky), ale poté zamířil do ruské soutěže, co celku HK Spartak Moskva. Za něj nastupoval v ročníku 2004/2005, ale v jeho průběhu se vrátil zpět do České republiky a hrál za Bílé Tygry Liberec, jež ještě ve stejné sezóně vyměnil za České Budějovice, se kterými odehrál jak playoff druhé nejvyšší soutěže, tak následnou baráž.
Od ročníku 2005/2006 patřil po tři sezóny do kádru družstva pražské Sparty. S ní dokázal v prvních dvou sezónách vyhrát titul mistra české hokejové extraligy, když nejprve Sparta ve finále porazila Slavii v poměru 4:2 a o rok později triumf obhájili vítězstvím ve stejném poměru nad Pardubicemi. Po třetí sezóně se s ním však tým rozloučil. Přestoupil do celku BK Mladá Boleslav, který tehdy do extraligy postoupil z nižší soutěže. Na začátku listopadu téhož roku však v klubu skončil a dostal svolení hledat si nové angažmá, kterým se do konce sezóny stalo slovenské mužstvo HKm Zvolen. Poté se vrátil zpět do České republiky, ale po třech odehraných zápasech za České Budějovice v ročníku 2009/2010 přestoupil do HC Tábor, za nějž odehrál i následující sezónu 2010/2011. Poté patřil dvě sezóny týmu HC David Servis České Budějovice, ve kterém po ročníku 2012/2013 svou kariéru ukončil.

### Trenérská kariéra
První Štrbovou trenérskou zkušeností byl juniorských výběr Motoru České Budějovice, byť již během svého působení ve Spartě trénoval tamní děti. Když v sezóně 2015/2016 skončil u výběru mužů Českých Budějovic trenér Petr Rosol a mužstvo přebral Radek Bělohlav, vybral si Štrbu za svého nového asistenta. Po sezóně se stal novým trenérem českobudějovického celku Antonín Stavjaňa, Štrbu jako svého asistenta si však ponechal. V polovině října 2017 u mužstva Stavjaňa skončil. V jediném utkání (s Přerovem, který porazili 3:0) vedli tým Stavjaňovi asistenti Štrba s Františkem Bombicem, ale poté mužstvo přbral nový trenérský tým v čele s Marianem Jelínkem a ten se Štrbou již nepočítal. Vrátil se proto k českobudějovickým juniorům jako asistent trenéra a ročník 2018/2019 dělal hlavního trenéra výběru do devatenácti let tohoto celku.
V sezóně 2019/2020 trénoval mužstvo Pirátů Chomutov, kteří před ročníkem sestoupili z nejvyšší soutěže. Na konci listopadu 2019 u mužstva pro neuspokojivé výsledky skončil. Začátkem dubna 2020 Štrbovo angažování na trenérské místo ohlásila pražská Slavia, která předtím neprodloužila smlouvu se stávajícím koučem Milošem Říhou mladším. Vedení pražského klubu ho však 13. ledna 2021 kvůli neuspokojivým výsledkům jím vedeného mužstva odvolalo.